# İmarət-Qərvənd
İmarət-Qərvənd (armenisch Իմար Imar, eingedeutscht Imarät-Gärwänd) ist ein Dorf im Rayon Kəlbəcər von Aserbaidschan.

## Geographische Lage und Geschichte
Die Ortschaft liegt unweit vom Fluss Tartar, dem Nebenfluss von Kura auf einer Höhe von 1155 Metern.
Gemäß den statistischen Angaben der Zarenregierung aus dem Jahr 1886 lebten im Dorf 400 Personen, alle Aserbaidschaner. 1912 lag die Bevölkerungszahl bei 310 Menschen. Es war Teil der Ujesd Dschawanschir, die wiederum zum Gouvernement Elisawetpol gehörte. In der Sowjetunion war der Ort Teil der Autonomen Oblast Bergkarabach und wurde in dieser vom Rayon Mardakert verwaltet.
Als Zu Beginn der 1990er Jahre der Bergkarabachkonflikt zum Krieg um Bergkarabach eskalierte, wurde İmarət-Qərvənd 1991 durch armenische Einheiten besetzt und laut dem russischen Menschenrechtszentrum Memorial geplündert und anschließend in Brand gesetzt. Nach dem Waffenstillstand war der Ort Teil der international nicht anerkannten Republik Arzach, in der es zur Provinz Martakert gehörte. In der Offensive Aserbaidschans gegen Arzach am 19. und 20. September 2023 erlangten die aserbaidschanischen Streitkräfte die Kontrolle über den Ort zurück.